# 小行星16113
小行星16113（16113 Ahmed）是一颗绕太阳运转的小行星，为主小行星带小行星。该小行星于1999年12月6日发现。

## 轨道参数
小行星16113的轨道半长轴为2.9138032 UA，离心率为0.096。